# Batalla de Beiping-Tianjin
La Batalla de Beiping-Tianjin (en chino tradicional, 平津作戰; en chino simplificado, 平津作战; pinyin, Píng Jīn Zùozhàn), también conocida como la Operación Operación Peiking-Tientsin o Incidente del Norte de China (北支事変 Hokushi jihen?) (25–31 de julio de 1937) fue una serie de batallas de la segunda guerra sino-japonesa acontecidas en las proximidades de Beiping (la actual Pekín) y Tianjin. Las tropas japonesas salieron victoriosas, asentando la futura conquista del norte de China.

## Contexto
Durante el Incidente del Puente de Marco Polo, el 9 de julio de 1937, el Ejército Japonés de Guarnición de China atacó la ciudad amurallada de Wanping (宛平鎮)tras un ultimátum en el que demandaban la entrada de tropas japonesas para buscar un supuesto soldado desaparecido. Wanping, situada cerca del puente de Luguo, se encontraba en la principal línea ferroviaria al oeste de Beiping, y era un enclave estratégico de bastante importancia. Antes de julio de 1937, las tropas japonesas habían demandado de manera repetida la retirada de las tropas chinas estacionadas en la zona.
El General chino Song Zheyuan ordenó a sus tropas mantener la posición, y trató de evitar el conflicto armado por medio de la diplomacia.
El 9 de julio, los japoneses ofrecieron un alto el fuego, siendo una de sus condiciones el reemplazo de la 37.ª División china, “hostil” hacia los japoneses, por otra del 29.º Ejército en Ruta. Los chinos aceptaron las condiciones ese mismo día. Sin embargo, desde la medianoche del 9 de julio, elementos aislados del Ejército Imperial Japonés comenzaron a romper el alto el fuego, y los refuerzos continuaron llegando de manera gradual. El Teniente General Kanichiro Tashiro, comandante del Ejército Japonés de Guarnición de China, gravemente enfermo, murió el 12 de julio, siendo remplazado por el Teniente General Kiyoshi Katsuki.
Cuando las tropas japonesas iniciaron el ataque sobre Beiping, el General musulmán Ma Bufang, de la Camarilla Ma, notificó al gobierno central que estaba preparado para enfrentarse a los japoneses.

## Maniobras diplomáticas
Mientras tanto, el gobierno civil japonés del primer ministro Fumimaro Konoe organizó un pleno extraordinario el 8 de julio, en el que se aprobó un intento de concluir las hostilidades y resolver el asunto por la vía diplomática. Sin embargo, el Estado Mayor del Ejército Imperial Japonés autorizó el envío a China de una división del Ejército Japonés de Corea, dos brigadas independientes del Ejército de Kwantung y un regimiento aéreo. Estos refuerzos se cancelaron el 11, ante las noticias de negociación entre el comandante del  Ejército Japonés del Área Norte de China y el del 29.º Ejército chino, además del envió de diplomáticos japoneses a Nanjíng.
Mientras las fuerzas políticas japonesas trabajaban por llegar a un acuerdo con las fuerzas armadas chinas, el Ejército Imperial Japonés presionaba para forzar un enfrentamiento. El General Song Zheyuan, comandante del 29.º Ejército y líder del Consejo Político de Hebei-Chahar, anuncio haber llegado a un acuerdo el 18 de julio. Pese a todo, el ejército japonés, alegando falta de sinceridad por parte del gobierno central chino, siguió adelante con el envío de tropas de refuerzo al norte de China.
El General Kanji Ishihara se opuso firmemente a esta movilización a gran escala, argumentando que un aumento innecesario de las hostilidades con China ponía en peligro los intereses japoneses en Manchukuo ante una posible intervención soviética. Tras la insistencia de Ishihara, el envío de tropas fue pospuesto, y Konoe utilizó sus contactos para establecer una ruta diplomática directa con Sun Yat-sen y el gobierno central del Kuomintang en Nanjíng. Este encuentro secreto fracaso cuando elementos de las fuerzas armadas japonesas detuvieron a los emisarios de Konoe el 23 de julio, reiniciando las operaciones de despliegue el 29 de julio.
Una semana después, el comandante del Ejército Japonés del Área Norte de China informó que, habiendo explotado todas las alternativas posibles de un acuerdo amistoso, se había decidido por el uso de la fuerza para castigar al 29.º Ejército chino, solicitando aprobación a Tokio. Mientras tanto, se movilizaron otras cuatro divisiones de infantería.

## Incidente de Langfang
A pesar de la teórica tregua, los numerosos casos de violación del alto el fuego continuaron, incluyendo otro bombardeo de Wanping por parte de la artillería japonesa el 14 de julio.
Para el de 25 de julio, la 20.ª División japonesa llegó a la zona como refuerzo, estallando nuevos combates en la ciudad ferroviaria de Langfang. Un segundo encontronazo ocurrió el 26, cuando una brigada japonesa intentó entrar por la fuerza en Beiping a través de la Puerta de Guang'anmen para “proteger los intereses japoneses”. El mismo día, la aviación japonesa bombardeo Langfang.
Los japoneses enviaron un ultimátum al General Song exigiendo la retirada inmediata hacia el oeste del Río Yongding de todas las tropas chinas de los alrededores de Beiping en un plazo máximo de 24 horas. Song se negó, movilizando a todas sus unidades y solicitando refuerzos al gobierno central, sin éxito. 
El 27, mientras tropas japonesas sitiaban a las fuerzas chinas en Tungchow, un batallón chino logró romper el cerco y replegarse a Nanyuan. La aviación japonesa siguió acosando a las tropas chinas desplegadas a las afueras de Beiping, además de lanzar misiones de reconocimiento sobre Kaifeng, Zhengzhou y Luoyang. 
El 28 de julio, la 20.ª División y tres brigadas combinadas independientes lanzaron una ofensiva sobre Beiping, respaldados por apoyo aéreo cercano. El ataque principal fue contra Nanyuan, siguiéndole un ataque secundario en Beiyuan. Lo que siguió fueron sangrientes combates entre ambos fuerzas. Las tropas chinas fueron diezmadas, perdiendo además al General Tong Linge, del 29.º Ejército y al General Zhao Dengyu, comandante de la 132.ª División. Pese al empuje japonés, una brigada de la 38.ª División china, al mando de Liu Chen-san, logró detener a los japonesas en el área de Langgang, y otra brigada del 53er Cuerpo, junto con elementos de la 37.ª División, lograron recuperar la estación ferroviaria de Fengtai.
Sin embargo, esto fue tan solo un leve respiro, y ante la gravedad de la situación, el General Song terminó por reconocer la futilidad de futuros combates, retirando el grueso de las fuerzas del 29.º Ejército hacia el sur del río Yungging. El Mayor General Zhang Zizhong permaneció en Beiping para encargarse de la seguridad en las provincias de Hebei y Chahar (provincia), que no contaban con guarnición militar. Además, el General Liu Ruzhen y su 29.ª Nueva Brigada Separada permaneció en Beiping para mantener el orden público.

## El incidente de Tungchow
El 29 de julio, tropas del gobierno colaboracionista del Ejército de Hopei Oriental se amotinaron contra los japoneses en Tungchow (Tongzhou), asesinando a la gran mayoría de asesores y civiles japoneses en la zona. 

## Caída de Tianjin
Mientras tanto, durante el amanecer del 29, la 5.ª División japonea y fuerzas navales japonesas realizaron sendos ataques independientes en Tianjin y en el puerto de Tanggu, defendidos por voluntarios y elementos de la 38.º Division bajo el mando de Liu Wen-tien. La brigada del General Huang Wei-Kang defendió valientemnete los Fuertes de Taku, además de asaltar un aeródromo japonés cercano. Sin embargo, las fuerzas japonesas en la zona continuaron aumentando, y su situación se tornó insostenible. La noche del 30, el general Zhang Zizhong recibió la orden de retirada, llevándose a todas sus tropas hacia Machang y Yangliuching, al sur de Tianjin, y dejando la ciudad y fuertes a merced de los japoneses.

## Caída de Beiping
El 28, Chiang Kai-shek ordenó a Song Zheyuan replegarse hacia Paoting, al sur de la provincial de Hebei. Durante los dos días siguientes, tuvieron lugar intensos combates en Tianjin, donde las fuerzas chinas resistían a los japonesas, hasta que se retiraron hacia el sur siguiendo la vía ferroviaria de Tientsin-Pukow y Peiping-Hankow. 
El 4 de agosto, las fuerzas restantes de Liu Ruzhen se retiraron a Chahar. Pekín quedó aislada, y el 8 de agosto cayó bajo ocupación japonesa sin oposición. El General Masakazu Kawabe presidió el desfile militar de conquista, entrando en la ciudad el 18 de agosto, y empapelando los puntos importantes de la ciudad con carteles que le anunciaban como el nuevo gobernador militar de la ciudad. Se permitió a Zhang mantener su posición de mayor, además de una fuerza mínima para mantener el orden. Sin embargo, este se fugó de la ciudad una semana más tarde.

## Consecuencias
Con la caída de Beiping y Tianjin, la llanura del norte de China quedó indefensa ante las fuerzas japonesas, que completaron la ocupación de la zona para finales de año. El Ejército Nacional Revolucionario continuó en constante retirada hasta la batalla de Tai'erzhuang.
Zhang fue demonizado por la prensa china, acusado de traición. Tras su llegada a Nanjing, pidió perdón públicamente. Debido a que moriría luchando contra los japoneses, el Kuomintang perdonó de manera póstuma a Zhang por los eventos de Beiping.